# 巴勃罗·埃拉斯-卡萨多
巴勃罗·埃拉斯-卡萨多（西班牙語：Pablo Heras-Casado，1977年11月21日－），西班牙指挥家。

## 早年生活
他是一名退休警官的儿子，7岁时开始在学校合唱团唱歌，9岁时开始学钢琴。他在格拉纳达的音乐学院学习音乐。后来他进入格拉纳达大学，专注于艺术史和表演。他在阿爾卡拉大學进一步学习指挥。他的指挥老师包括哈里·克里斯托弗斯和克利斯朵夫·霍格伍德。

## 职业生涯
在90年代中期，埃拉斯-卡萨多参与了早期古典音樂合奏团 Capella Exaudi 的创建。在格拉纳达大学，他帮助创建了 SONÓORA 乐团，专注于现代主义和先锋音乐。在2000/01乐季，他是西班牙国家青年乐团的助理指挥。2002年，他成立了格拉纳达巴洛克乐团。2004年，他在穆尔西亚里科特谷建立了一个“国际合唱指挥大师班”。在2006/07乐季，他是國立巴黎歌劇團的助理指挥。2007年，埃拉斯-卡萨多与他人共同创建了王子剧团（西班牙語：La Compañía Teatro del Principe），这是一个位于西班牙阿兰胡埃斯的古乐器乐团，主要演奏西班牙巴洛克时代被忽视的歌剧。他在现代音乐方面的工作包括在国立巴黎歌剧团指挥马克-奥利维耶·迪潘（Marc-Olivier Dupin）的芭蕾舞剧《天堂的孩子》（法語：Les enfants du paradis，2008年）和细川俊夫的歌剧《松风》（Matsukaze，2011年）的世界首演。
在西班牙之外，埃拉斯-卡萨多于2008年6月在纽约卡内基大厅指挥 ACJW 乐队，首次在美国演出。随后，他于2008年8月指挥英国国家青年乐团，首次亮相英国。2011年夏天，埃拉斯-卡萨多首次指挥圣路加管弦乐团。2011年12月，乐团宣布任命埃拉斯-卡萨多为其首席指挥，并立即生效，合同有效期到2015年。2014年5月，乐团宣布将其合同延长至2016/17乐季。2013年，他首次在纽约大都會歌劇院演出，与导演迈克尔·迈耶合作指挥威尔第的《弄臣》。2014年9月，他被任命为马德里皇家剧院的下一任首席客座指挥，初步合同为2015–18年的三个乐季。在2016年的乐季中，他首次与维也纳爱乐乐团、瑞典广播交响乐团、以色列爱乐乐团合作，并在梅尔克巴洛克节（德語：Barocktage Melk）演出。
埃拉斯-卡萨多在2007年赢得琉森音樂節指挥家比赛。2010年11月，他获得西班牙廣播電視公司旗下古典电台的“乐评之选”奖。他曾为世界和谐唱片、迪卡唱片和德意志留声机厂牌指挥过商业唱片。他还成为圣路加管弦乐团的第一位桂冠指挥，这是为他设立的新职称，从2017/18乐季开始。.
他是美国音乐评选的2014年度指挥，拥有罗德里格斯·阿科斯塔基金会的荣誉勋章和安达卢西亚地区政府的大使奖。他是格拉纳达委员会的荣誉大使和金质奖章的获得者，也是他的家乡格拉纳达省的荣誉公民。2017年，他被任命为格拉纳达艺术节的总监，在2018年夏天举办了其第一届，取得了巨大的成功，达到了92.7%的上座率，有超过45000名观众。2018年，他被法兰西共和国授予藝術與文學勳章，并被帮助在行动基金会授予2019年度团结大使。
他职业生涯的第1000场音乐会是在2019年6月9日，与女高音妮卡·戈里奇（Nika Gorič）合作，指挥卡拉扬学院乐团。

## 奖项和荣誉
- 2007年 – 瑞士琉森音乐节指挥家比赛冠军
- 2010年 – 西班牙广播电视公司古典电台授予最佳古典音乐艺术家的“乐评之选”奖
- 2011年 – 西班牙罗德里格斯·阿科斯塔基金会颁发的荣誉勋章
- 2011年 – 因录制的《马哈哥尼城的兴衰》而获得法国金音叉奖
- 2012年 – 西班牙格拉纳达市荣誉勋章
- 2013年 – 美国音乐年度最佳指挥家
- 2015年 – 国际音乐报（法語：Presse musicale internationale, PMI）：安托万·利维奥大奖
- 2016年 – 世界和谐发布的“门德尔松：第三和第四交响曲”专辑获得德国唱片评论奖（英语：Preis der deutschen Schallplattenkritik）
- 2016年 – 格拉纳达市颁发的“格拉纳达旅游大使”奖
- 2016年 – 安达卢西亚政府颁发的“安达卢西亚大使”奖
- 2017年 – 圣路加乐团首位桂冠指挥家
- 2018年 – 法兰西共和国“艺术与文学骑士”
- 2018年 – 帮助在行动基金会授予“2019年团结大使”的称号
- 2019年 – 因录制“门德尔松：第二钢琴协奏曲和第一交响曲”而获得法国金音叉奖

## 录音
- 2008年 – 《欧罗巴圣诞节》（德語：Weihnachten in Europa）；Glor古典（Sono音乐）
- 2009年 – 德尔普埃尔托（英语：David del Puerto）：波瑞阿斯，第1幻想曲；Trito
- 2010年 – 卡斯特尔（英语：José Castel）：快乐之泉（西班牙語：La Fontana del Placer，1776年的两幕轻歌剧）；王子剧团；世界首录；阿兰胡埃斯古典音乐（西班牙語：Música Antigua Aranjuez）
- 2010年 – 博凯里尼：克莱门蒂娜（英语：Clementina (zarzuela)）；王子剧团；世界首录；阿兰胡埃斯古典音乐
- 2011年 – 魏尔：马哈哥尼城的兴衰（DVD）；马德里皇家剧院
- 2011年 – 舒伯特：第7交响曲“未完成”（DVD）；法国广播爱乐乐团；让-弗朗索瓦·齐格尔（Jean-François Zygel）的《管弦之匙》（法語：Les Clefs de l'Orchestre）系列；Naïve录音
- 2011年 – 贝里奥、拉贝（英语：Folke Rabe）、马丁、德勒吕、罗塔：长号作品；汉斯勒古典（英语：Hänssler）
- 2013年 – 威尔第：男中音咏叹调集；普拉西多·多明哥；索尼
- 2013年 – 舒伯特：第3、4交响曲；弗赖堡巴洛克乐团（英语：Freiburger Barockorchester）；世界和谐
- 2014年 – 《法里内利大师》（西班牙語：El Maestro Farinelli）；科隆協奏團；档案制作（英语：Archiv Produktion）
- 2014年 – 门德尔松：第2交响曲“颂赞歌”；巴伐利亚广播交响乐团；世界和谐
- 2014年 – 朱塞佩·博诺（英语：Giuseppe Bonno）：无人岛（英语：L'isola disabitata (Bonno)）；世界首录W王子剧团；阿兰胡埃斯古典音乐
- 2014年 – 多尼采蒂：爱的甘醇（蓝光、DVD）；德意志留声机
- 2015年 – 舒曼：小提琴协奏曲；第3钢琴三重奏；伊莎贝尔·福斯特（英语：Isabelle Faust）、亚历山大·梅尔尼科夫（英语：Alexander Melnikov (pianist)）、让-吉恩·凯拉斯（英语：Jean-Guihen Queyras）、弗赖堡巴洛克乐团；世界和谐
- 2015年 – 《普雷托里乌斯》；巴尔塔扎-诺伊曼合唱团和乐队；档案制作
- 2015年 – 舒曼：钢琴协奏曲、第2钢琴三重奏；亚历山大·梅尔尼科夫、让-吉恩·凯拉斯、伊莎贝尔·福斯特、弗赖堡巴洛克乐团；世界和谐
- 2016年 – 舒曼：大提琴协奏曲、第1钢琴三重奏；让-吉恩·凯拉斯、亚历山大·梅尔尼科夫、伊莎贝尔·福斯特、弗赖堡巴洛克乐团；世界和谐
- 2016年 – 门德尔松：第3、4交响曲；弗赖堡巴洛克乐团；世界和谐
- 2016年 – 肖斯塔科维奇：第1、2大提琴协奏曲；阿莉莎·维勒斯坦（英语：Alisa Weilerstein）、巴伐利亚广播交响乐团；迪卡
- 2016年 – 柴可夫斯基：第1交响曲、暴风雨，圣路加乐团；世界和谐
- 2016年 – 威尔第：茶花女（DVD）；C大调娱乐
- 2016年 – 索特洛（英语：Mauricio Sotelo）：大众（英语：The Public (opera)）（DVD）；拿索斯
- 2017年 – 门德尔松：小提琴协奏曲、第5交响曲、赫布里底群岛序曲；伊莎贝尔·福斯特、弗赖堡巴洛克乐团；世界和谐
- 2017年 – 蒙特威尔第：道德与精神森林（英语：Selva morale e spirituale）；巴尔塔扎-诺伊曼合唱团和乐队；世界和谐
- 2017年 – 瓦格纳：漂泊的荷兰人（DVD）；马德里皇家剧院；世界和谐
- 2018年 – 巴托克：乐队协奏曲、第3钢琴协奏曲；哈维尔·佩里亚内斯（英语：Javier Perianes）、慕尼黑爱乐；世界和谐
- 2018年 – 德彪西：大海、圣塞巴斯蒂安的殉道（英语：Le Martyre de saint Sébastien）；愛樂管弦樂團；世界和谐
- 2019年 – 门德尔松：第2钢琴协奏曲、第1交响曲；克里斯蒂安·波泽伊登霍特、弗赖堡巴洛克乐团；世界和谐
- 2019年 – 法雅：三角帽、魔幻之愛；马勒室内乐团（英语：Mahler Chamber Orchestra）；世界和谐
- 2020年 – 贝多芬：第2、5钢琴协奏曲；克里斯蒂安·波泽伊登霍特、弗赖堡巴洛克乐团；世界和谐
- 2020年 – 贝多芬：第9交响曲、合唱幻想曲（英语：Choral Fantasy (Beethoven)）；克里斯蒂安·波泽伊登霍特、苏黎世合唱学院（德語：Zürcher Sing-Akademie）、弗赖堡巴洛克乐团；世界和谐
- 2020年 – 贝多芬：第4钢琴协奏曲、两部序曲；克里斯蒂安·波泽伊登霍特、弗赖堡巴洛克乐团；世界和谐
- 2021年 – 贝多芬：三重协奏曲（英语：Triple Concerto (Beethoven)）；伊莎贝尔·福斯特、让-吉恩·凯拉斯、亚历山大·梅尔尼科夫、弗赖堡巴洛克乐团；世界和谐
- 2021年 – 斯特拉文斯基：春之祭、厄特沃什：协奏曲“阿尔罕布拉”；伊莎贝尔·福斯特、巴黎管弦乐团；世界和谐
- 2022年 – 舒曼：交响曲全集；慕尼黑爱乐；世界和谐
- 2022年 – 贝多芬：第1、3钢琴协奏曲；克里斯蒂安·波泽伊登霍特、弗赖堡巴洛克乐团；世界和谐